# La storia felice del candido Ivan
La storia felice del candido Ivan (Как Иванушка-дурачок за чудом ходил) è un film del 1977 diretto da Nadežda Nikolaevna Koševerova.

## Trama
Per salvare la sua amata da una malvagia malattia, Ivanushka va in terre lontane, sconfigge il tradimento del ricco mercante Marko, il trucco di Fedja il ladro di cavalli, la sfiducia del mago Lukomor e conquista l'amore di Nastja.